# Liste des aéroports canadiens par indicateur d'emplacement : CA
Cette liste d'aéroports reprend l'ordre alphabétique suivi par le « TC LID ». Le « TC LID » est le « lieu d'identification » donné par Transports Canada, représentant le nom et le lieu d'un aéroport. C'est une aide de direction pour aider la circulation aérienne, les télécommunications et les programmes d'ordinateur.
Le format des entrées sont:
- Lieu d'identification (TC LID) - IATA - Nom de l'aéroport (nom alternatif) - Communauté de l'aéroport - Province

Les aéroports du Réseau national des aéroports sont en caractères gras.

## CA -Canada- CAN[1],[2]
| TC LID | IATA | Nom de l'aéroport                                                    | Communauté           | Province             |
| ------ | ---- | -------------------------------------------------------------------- | -------------------- | -------------------- |
| CAA2   |      | Aérodrome Saint-André-Avellin                                        | Saint-André-Avellin  | Québec               |
| CAA5   |      | Hydroaérodrome Zeballos                                              | Zeballos             | Colombie-Britannique |
| CAA6   |      | Héliport de Smithers (Canadian)                                      | Smithers             | Colombie-Britannique |
| CAA7   |      | Hydroaérodrome Gilford Island/Echo Bay                               | Gilford Island       | Colombie-Britannique |
| CAA8   |      | Aéroport d'Invermere                                                 | Invermere            | Colombie-Britannique |
| CAA9   |      | Hydroaérodrome de Port Alberni/Sproat Lake                           | Port Alberni         | Colombie-Britannique |
| CAB3   |      | Hydroaérodrome de Bedwell Harbour                                    | Bedwell Harbour      | Colombie-Britannique |
| CAB4   |      | Hydroaérodrome de Tofino Harbour                                     | Tofino Harbour       | Colombie-Britannique |
| CAB5   |      | Abbotsford (Regional Hospital & Cancer Centre)                       | Abbotsford           | Colombie-Britannique |
| CAB7   |      | Héliport de Kelowna (Alpine)                                         | Kelowna              | Colombie-Britannique |
| CAC3   |      | Hydroaérodrome d'Alice Arm/Silver City                               | Alice Arm            | Colombie-Britannique |
| CAC5   |      | Hydroaérodrome de Williams Lake                                      | Williams Lake        | Colombie-Britannique |
| CAC8   | ZNA  | Hydroaéroport de Nanaimo Harbour                                     | Nanaimo Harbour      | Colombie-Britannique |
| CAC9   |      | Hydroaéroport Stewart                                                | Stewart              | Colombie-Britannique |
| CAD4   |      | Aéroport Trail                                                       | Trail                | Colombie-Britannique |
| CAD5   | YMB  | Aéroport Merritt (Saunders Field)                                    | Merritt              | Colombie-Britannique |
| CAD6   |      | Hydroaérodrome Atlin                                                 | Atlin                | Colombie-Britannique |
| CAD7   |      | Hydroaérodrome Gilford Island/Health Bay                             | Gilford Island       | Colombie-Britannique |
| CAD8   |      | Hydroaérodrome Nelson                                                | Nelson               | Colombie-Britannique |
| CAE2   |      | Héliport Cranbrook (East Kootenay Regional Hospital)                 | Cranbrook            | Colombie-Britannique |
| CAE3   | YBL  | Hydroaérodrome Campbell River (Aéroport Campbell River Harbour)      | Campbell River       | Colombie-Britannique |
| CAE4   |      | Aéroport Tsacha Lake                                                 | Tsacha Lake          | Colombie-Britannique |
| CAE5   | YWS  | Hydroaérodrome Whistler/Green Lake                                   | Whistler             | Colombie-Britannique |
| CAE7   |      | Hydroaérodrome Harrison Hot Springs                                  | Harrison Hot Springs | Colombie-Britannique |
| CAE9   |      | Hydroaérodrome Bamfield                                              | Bamfield             | Colombie-Britannique |
| CAF4   |      | Aéroport Tsuniah Lake Lodge                                          | Tsuniah Lake Lodge   | Colombie-Britannique |
| CAF6   |      | Hydroaérodrome Big Bay                                               | Big Bay              | Colombie-Britannique |
| CAF8   |      | Hydroaérodrome Nimpo Lake                                            | Nimpo Lake           | Colombie-Britannique |
| CAG2   |      | Aérodrome Regina/Aerogate                                            | Regina               | Saskatchewan         |
| CAG3   | CJH  | Aérodrome Chilko Lake (Tsylos Park Lodge)                            | Chilko Lake          | Colombie-Britannique |
| CAG6   |      | Hydroaérodrome Blind Channel                                         | Blind Channel        | Colombie-Britannique |
| CAG8   | YPT  | Hydroaérodrome Pender Harbour                                        | Pender Harbour       | Colombie-Britannique |
| CAG9   |      | Hydroaérodrome Surge Narrows                                         | Surge Narrows        | Colombie-Britannique |
| CAH2   | ZOF  | Hydroaérodrome Ocean Falls                                           | Ocean Falls          | Colombie-Britannique |
| CAH3   | YCA  | Village aéronautique Courtenay                                       | Courtenay            | Colombie-Britannique |
| CAH4   |      | Aéroport Valemount                                                   | Valemount            | Colombie-Britannique |
| CAH7   |      | Hydroaérodrome Kamloops                                              | Kamloops             | Colombie-Britannique |
| CAH8   |      | Hydroaérodrome Penticton                                             | Penticton            | Colombie-Britannique |
| CAH9   |      | Hydroaérodrome Telegraph Creek                                       | Telegraph Creek      | Colombie-Britannique |
| CAJ2   |      | Aérodrome Wiley                                                      | Eagle Plains         | Yukon                |
| CAJ3   |      | Aérodrome Creston                                                    | Creston              | Colombie-Britannique |
| CAJ4   | YAA  | Aéroport Anahim Lake                                                 | Anahim Lake          | Colombie-Britannique |
| CAJ7   |      | Aéroport Cayley/A. J. Flying Ranch                                   | Cayley               | Alberta              |
| CAJ8   |      | Hydroaérodrome Pitt Meadows                                          | Pitt Meadows         | Colombie-Britannique |
| CAJ9   |      | Aéroport Fort Ware                                                   | Fort Ware            | Colombie-Britannique |
| CAK3   |      | Village aéronautique Delta/Delta Heritage                            | Delta                | Colombie-Britannique |
| CAK6   |      | Hydroaérodrome Camp Cordero                                          | Camp Cordero         | Colombie-Britannique |
| CAK7   |      | Vancouver (Children & Héliport Women's Health Centre)                | Vancouver            | Colombie-Britannique |
| CAL2   |      | Héliport Nakusp (Arrow Lakes Hosp                                    | Nakusp               | Colombie-Britannique |
| CAL3   |      | Aéroport Douglas Lake                                                | Douglas Lake         | Colombie-Britannique |
| CAL4   |      | Aérodrome Fort MacKay/Albian                                         | Fort MacKay          | Alberta              |
| CAL5   |      | Héliport Almonte (Gen Hosp)                                          | Almonte              | Ontario              |
| CAL6   |      | Héliport Prince Albert (Fire Centre)                                 | Prince Albert        | Saskatchewan         |
| CAL7   |      | Héliport Ganges (Lady Minto/Gulf Islands Hospital)                   | Ganges               | Colombie-Britannique |
| CAL8   |      | Hydroaérodrome Port Alice/Rumble Beach                               | Port Alice           | Colombie-Britannique |
| CAL9   | ZTS  | Hydroaérodrome Tahsis                                                | Tahsis               | Colombie-Britannique |
| CAM3   | DUQ  | Aéroport Duncan                                                      | Duncan               | Colombie-Britannique |
| CAM4   |      | Aérodrome Alhambra/Ahlstrom                                          | Alhambra             | Alberta              |
| CAM5   |      | Aérodrome Houston                                                    | Houston              | Colombie-Britannique |
| CAM8   |      | Hydroaérodrome Port McNeill                                          | Port McNeill         | Colombie-Britannique |
| CAM9   |      | Hydroaéroport Vancouver International                                | Vancouver            | Colombie-Britannique |
| CAN3   |      | Hydroaérodrome Ucluelet                                              | Ucluelet             | Colombie-Britannique |
| CAN6   |      | Hydroaérodrome Prince Rupert/Digby Island                            | Prince Rupert        | Colombie-Britannique |
| CAN8   | YPI  | Hydroaérodrome Port Simpson                                          | Port Simpson         | Colombie-Britannique |
| CAN9   |      | Hydroaérodrome Vanderhoof (District)                                 | Vanderhoof           | Colombie-Britannique |
| CAP3   |      | Aérodrome Sechelt                                                    | Sechelt/Gibsons      | Colombie-Britannique |
| CAP5   |      | Aéroport Hydroaérodrome Victoria                                     | Victoria             | Colombie-Britannique |
| CAP6   |      | Aéroport Ingenika                                                    | Ingenika             | Colombie-Britannique |
| CAP7   | YKK  | Hydroaérodrome Kitkatla                                              | Kitkatla             | Colombie-Britannique |
| CAP8   |      | Hydroaérodrome Port Washington                                       | Port Washington      | Colombie-Britannique |
| CAP9   |      | Aérodrome Strathmore (Appleton Field)                                | Strathmore           | Alberta              |
| CAQ3   |      | Hydroaérodrome Coal Harbour                                          | Coal Harbour         | Colombie-Britannique |
| CAQ4   |      | Village aéronautique Springhouse                                     | Springhouse          | Colombie-Britannique |
| CAQ5   |      | Aéroport Nakusp                                                      | Nakusp               | Colombie-Britannique |
| CAQ6   |      | Hydroaérodrome Queen Charlotte City                                  | Queen Charlotte City | Colombie-Britannique |
| CAQ8   | WPL  | Hydroaérodrome Powell Lake                                           | Powell Lake          | Colombie-Britannique |
| CAR2   |      | Aéroport Crawford Bay                                                | Crawford Bay         | Colombie-Britannique |
| CAR3   |      | Aéroport Lillooet                                                    | Lillooet             | Colombie-Britannique |
| CAR5   |      | Aérodrome Arthur (Arthur South)                                      | Arthur               | Ontario              |
| CAR7   |      | Hydroaérodrome Kyuquot                                               | Kyuquot              | Colombie-Britannique |
| CAR9   |      | Hydroaérodrome Bella Bella/Waglisla                                  | Waglisla             | Colombie-Britannique |
| CAS2   |      | Aéroport Moose Lake (Lodge)                                          | Moose Lake           | Colombie-Britannique |
| CAS3   |      | Aéroport Barkerville                                                 | Barkerville          | Colombie-Britannique |
| CAS4   |      | Hydroaérodrome Fort Langley                                          | Fort Langley         | Colombie-Britannique |
| CAT1   |      | Aéroport Atwood/Coghlin                                              | Atwood               | Ontario              |
| CAT3   |      | Hydroaéroport Nanaimo/Long Lake                                      | Nanaimo              | Colombie-Britannique |
| CAT4   | XQU  | Aéroport Qualicum Beach                                              | Qualicum Beach       | Colombie-Britannique |
| CAT5   | YMP  | Aéroport Port McNeill                                                | Port McNeill         | Colombie-Britannique |
| CAT6   |      | Héliport Campbell River (Campbell River & District General Hospital) | Campbell River       | Colombie-Britannique |
| CAT7   |      | Hydroaérodrome Lasqueti Island/False Bay                             | Lasqueti Island      | Colombie-Britannique |
| CAU3   |      | Aéroport Oliver                                                      | Oliver               | Colombie-Britannique |
| CAU4   |      | Aéroport Vanderhoof                                                  | Vanderhoof           | Colombie-Britannique |
| CAU6   |      | Hydroaérodrome Gold River                                            | Gold River           | Colombie-Britannique |
| CAU8   | YRN  | Hydroaérodrome Rivers Inlet                                          | Rivers Inlet         | Colombie-Britannique |
| CAV3   |      | Aéroport 100 Mile House                                              | 100 Mile House       | Colombie-Britannique |
| CAV4   |      | Aérodrome McBride/Charlie Leake Field                                | McBride              | Colombie-Britannique |
| CAV5   | YTG  | Hydroaérodrome Sulivan Bay                                           | Sullivan Bay         | Colombie-Britannique |
| CAV6   |      | Village aéronautique Beausejour/AV-Ranch                             | Beausejour           | Manitoba             |
| CAV7   |      | Hydroaérodrome Mansons Landing                                       | Mansons Landing      | Colombie-Britannique |
| CAV8   |      | Hydroaérodrome Shawnigan Lake                                        | Shawnigan Lake       | Colombie-Britannique |
| CAV9   |      | Village aéronautique Aéroport Oak Hammock                            | Oak Hammock          | Manitoba             |
| CAW3   |      | Aéroport Scum Lake                                                   | Scum Lake            | Colombie-Britannique |
| CAW4   |      | Héliport Whistler (Hospital)                                         | Whistler             | Colombie-Britannique |
| CAW5   |      | Hydroaérodrome Port Hardy                                            | Port Hardy           | Colombie-Britannique |
| CAW6   |      | Hydroaérodrome Fort Ware                                             | Fort Ware            | Colombie-Britannique |
| CAW7   |      | Hydroaérodrome Mayne Island                                          | Mayne Island         | Colombie-Britannique |
| CAW8   | YSX  | Hydroaérodrome Bella Bella/Shearwater                                | Shearwater           | Colombie-Britannique |
| CAW9   |      | Hydroaérodrome Whaletown                                             | Whaletown            | Colombie-Britannique |
| CAX2   |      | Aérodrome Axe Lake                                                   | Axe Lake             | Saskatchewan         |
| CAX5   |      | Aérodrome Likely                                                     | Likely               | Colombie-Britannique |
| CAX6   | YGG  | Hydroaérodrome Ganges                                                | Ganges               | Colombie-Britannique |
| CAX7   |      | Hydroaérodrome Minstrel Island                                       | Minstrel Island      | Colombie-Britannique |
| CAX8   |      | Hydroaérodrome Smithers/Tyhee Lake                                   | Smithers             | Colombie-Britannique |
| CAY2   |      | Aéroport Gang Ranch                                                  | Gang Ranch           | Colombie-Britannique |
| CAY4   | YTB  | Hydroaérodrome Hartley Bay                                           | Hartley Bay          | Colombie-Britannique |
| CAY5   |      | Terrain d'aviation Ayr/Sargeant Private                              | Ayr                  | Ontario              |
| CAY9   |      | Hydroaérodrome Winfield (Wood Lake)                                  | Winfield             | Colombie-Britannique |
| CAZ3   |      | Hydroaérodrome Takla Landing                                         | Takla Landing        | Colombie-Britannique |
| CAZ4   |      | Quesnel (G. R. Baker Memorial Hospital)                              | Quesnel              | Colombie-Britannique |
| CAZ5   |      | Aéroport Cache Creek                                                 | Cache Creek          | Colombie-Britannique |
| CAZ6   |      | Hydroaérodrome Fort St. James/Stuart River                           | Fort St. James       | Colombie-Britannique |